# Sempervivum
Sempervivum és un gènere de plantes amb flor de la família crassulàcia, de vegades coneguts col·lectivament com a matafocs, tot i que aquest nom s'aplica específicament l'espècie Sempervivum tectorum. "Sempervivum" deriva del llatí semper ("sempre") i vivus ("viu"). Manté les seves fulles a l'hivern malgrat el fred i creix en condicions molt difícils. Compta amb unes 40 espècies de plantes suculentes que creixen en roseta. Hi ha matafocs des del Marroc a l'Iran, a través de les muntanyes de la península Ibèrica, els Alps, els Carpats, els Balcans, Turquia, Armènia i la part nord-est del Sàhara i el Caucas. Tenen capacitat d'emmagatzemar aigua i poden viure en llocs molt assolellats i en roques fins a l'estatge alpí. Com altres plantes del sud d'Europa els seus antecessors tenen un origen subtropical. Morfològicament estan relacionats amb els gèneres Jovibarba, Aeonium, Greenovia, Aichryson, i Monanthes, que es troben a la Macaronèsia.

## Taxonomia
- Sempervivum altum
- Sempervivum arachnoideum[3] - matafoc teranyinós,[1] matafoc de cotó, teranyina
- Sempervivum armenum
- Sempervivum atlanticum
- Sempervivum ballsii
- Sempervivum borissovae
- Sempervivum calcareum
- Sempervivum cantabricum
- Sempervivum caucasicum
- Sempervivum ciliosum
- Sempervivum davisii
- Sempervivum dolomiticum
- Sempervivum erythraeum
- Sempervivum glabrifolium
- Sempervivum ingwersenii
- Sempervivum juvanii
- Sempervivum kindingeri
- Sempervivum kosaninii
- Sempervivum leucanthum
- Sempervivum macedonicum
- Sempervivum marmoreum
- Sempervivum minus
- Sempervivum montanum[3] - matafoc de muntanya,[1] consolva de muntanya
- Sempervivum nevadense
- Sempervivum octopodes
- Sempervivum ossetiense
- Sempervivum pittonii
- Sempervivum pumilum
- Sempervivum sosnowskyi
- Sempervivum tectorum[3] - matafoc, maimorrà, nualós, consolva,[2] consolda de roca
- Sempervivum x thompsonianum
- Sempervivum transcaucasicum
- Sempervivum wulfenii
- Sempervivum zeleborii